# Barddhaman
Barddhaman é uma cidade e um município no distrito de Barddhaman, no estado indiano de Bengala Ocidental.

## Geografia
Barddhaman está localizada a 23° 15′ N, 87° 51′ L. Tem uma altitude média de 40 metros (131 pés).

## Demografia
Segundo o censo de 2001, Barddhaman tinha uma população de 285 871 habitantes. Os indivíduos do sexo masculino constituem 52% da população e os do sexo feminino 48%. Barddhaman tem uma taxa de literacia de 77%, superior à média nacional de 59,5%; com 55% para o sexo masculino e 45% para o sexo feminino. 9% da população está abaixo dos 6 anos de idade.

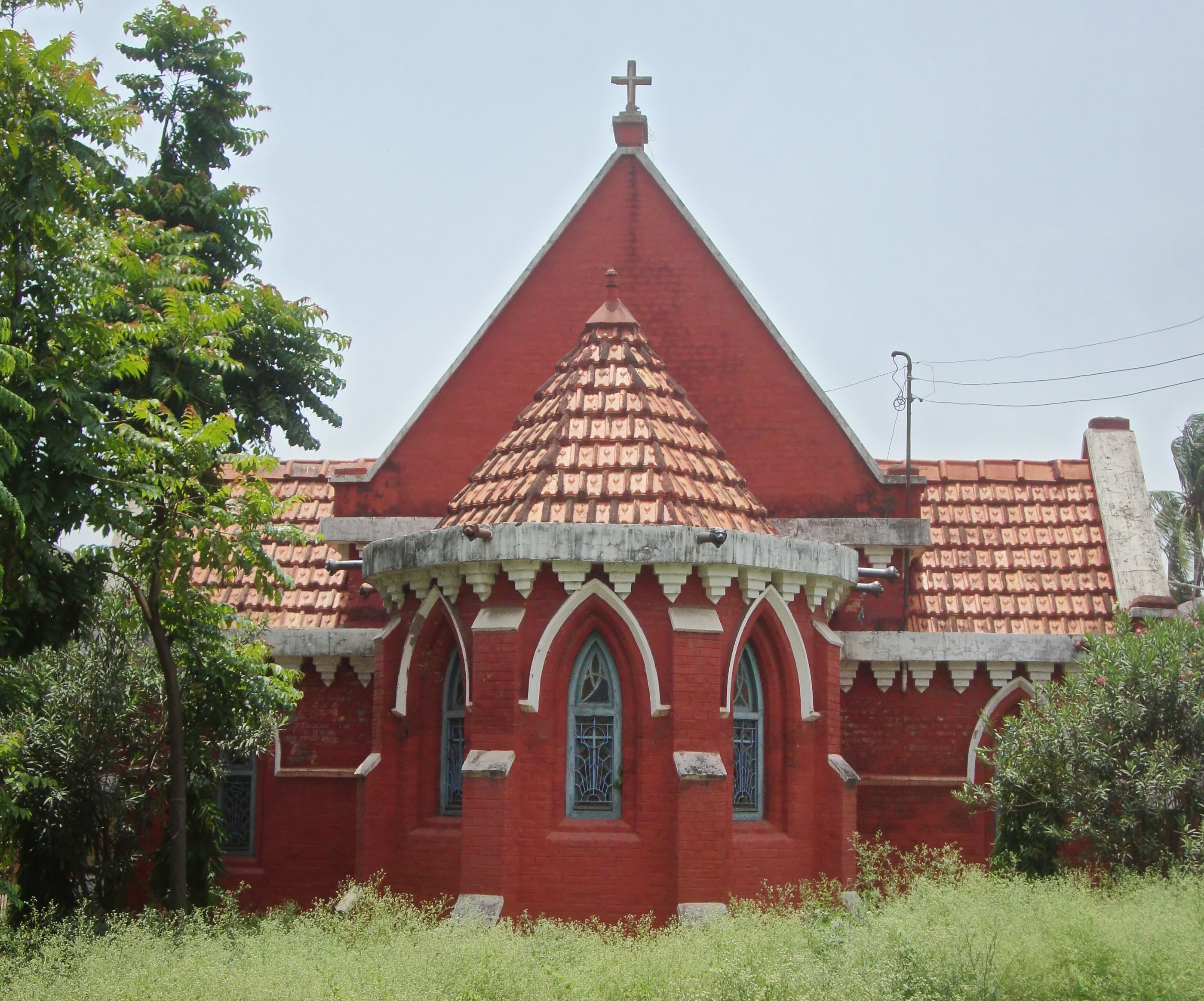
Bardhaman Church
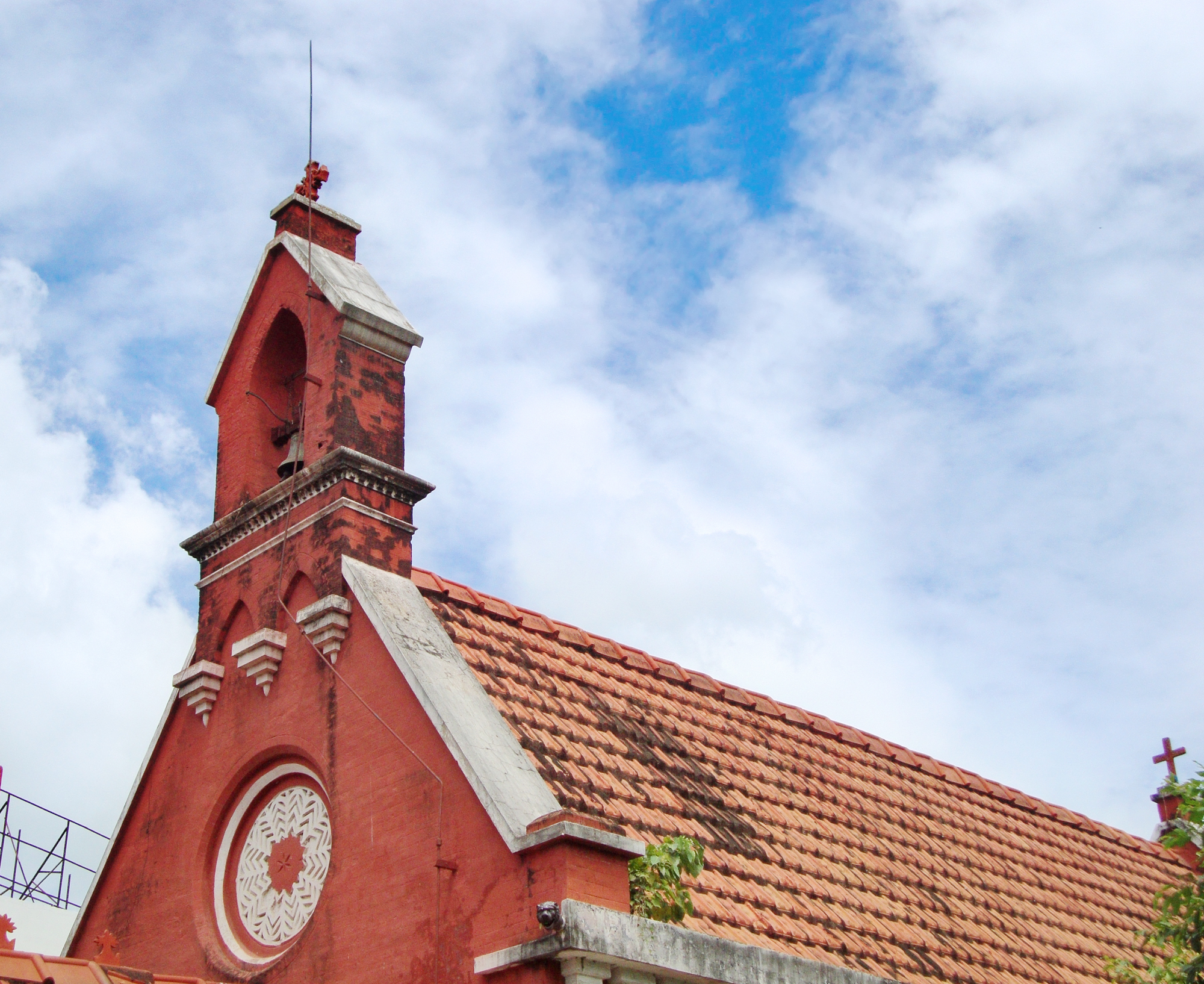
Bardhaman Church
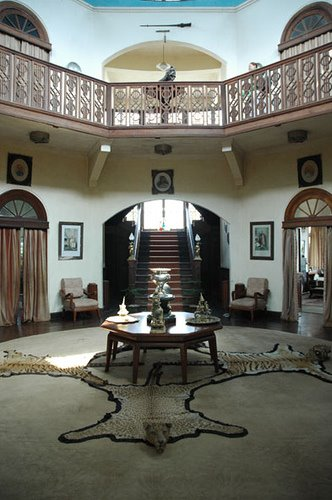
Burdwan Palace
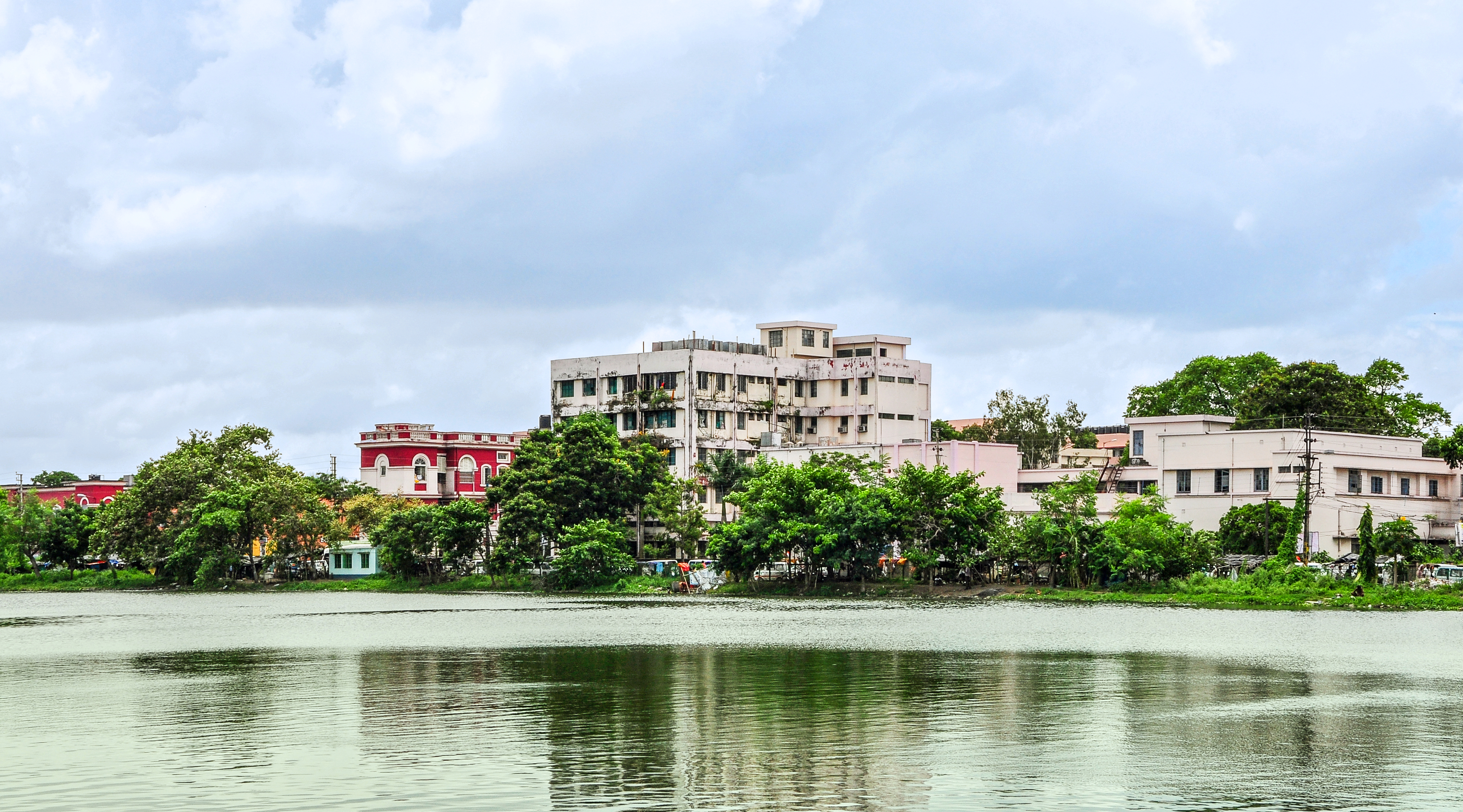
Burdwan Medical College Hospital
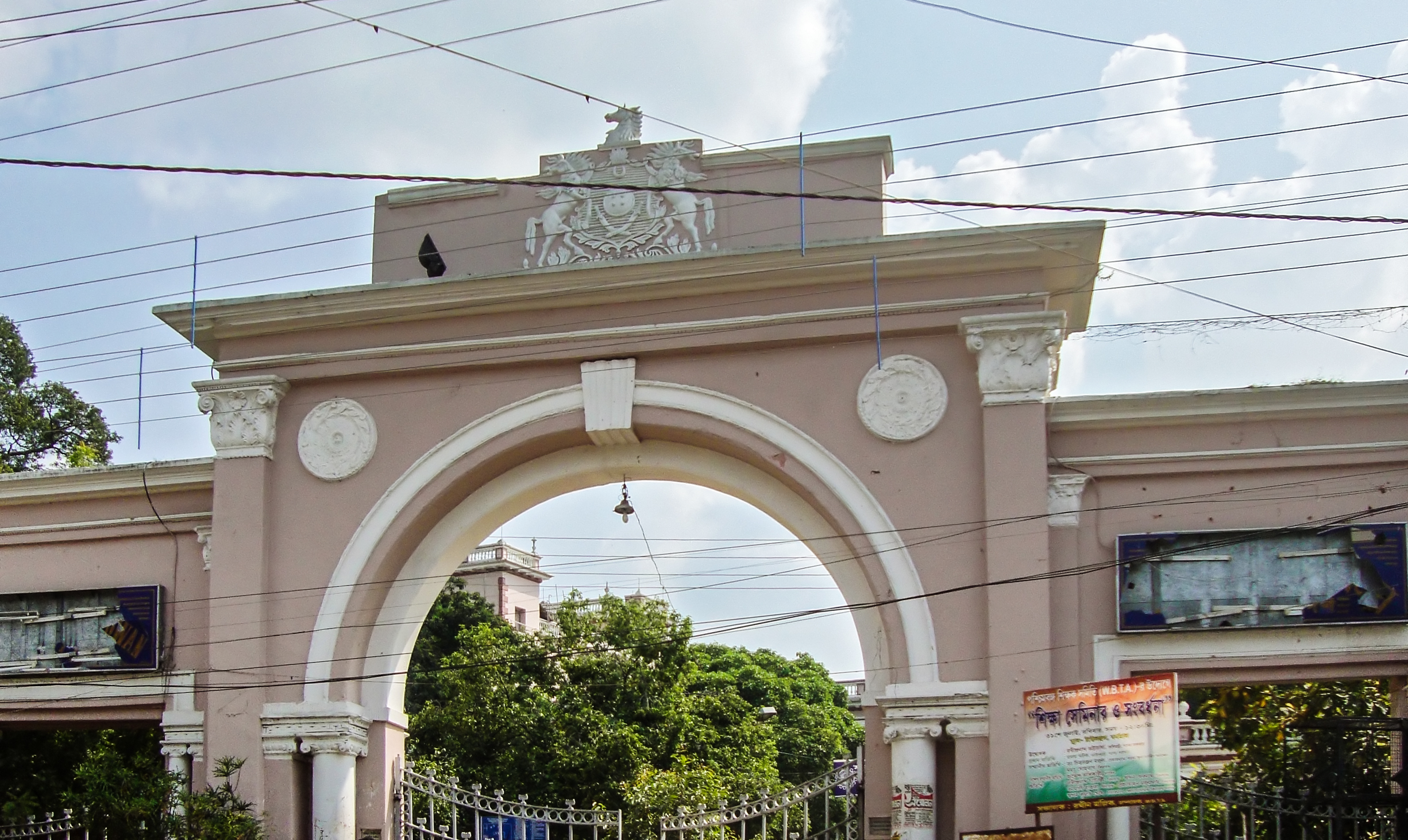
Burdwan University administrative complex gate, Rajbati
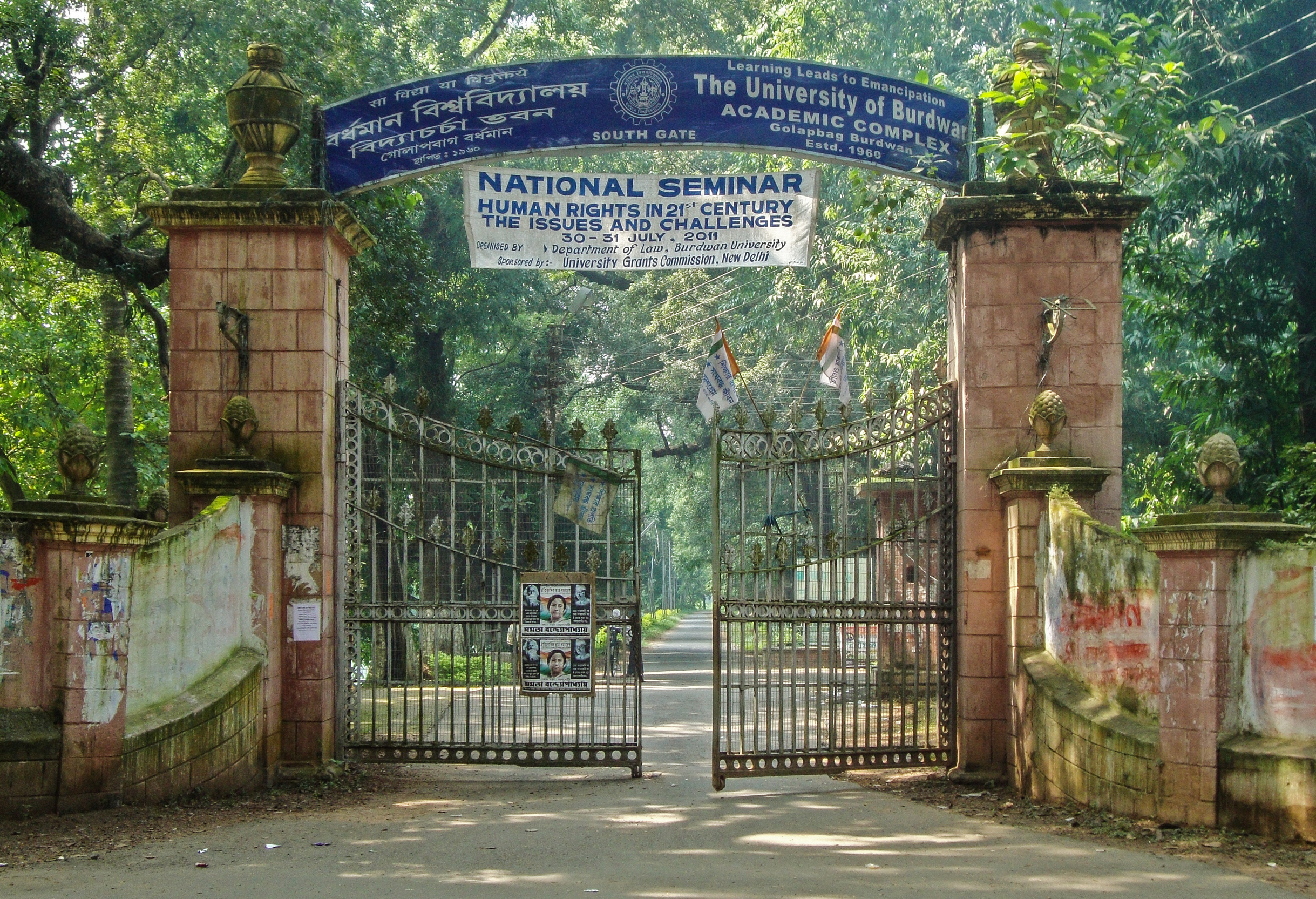
Burdwan University academic complex, South Gate
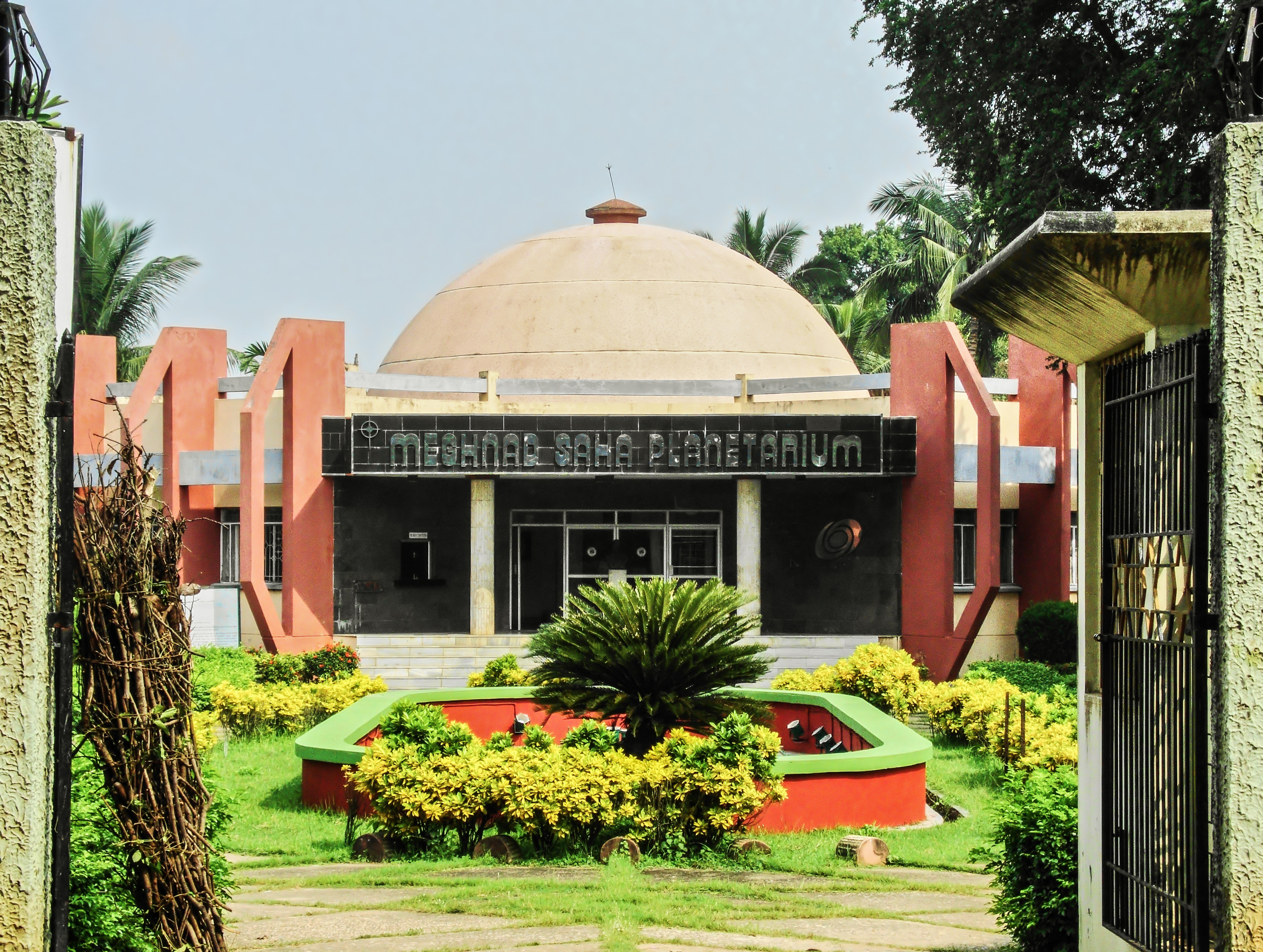
Burdwan Meghnad Saha Planetarium
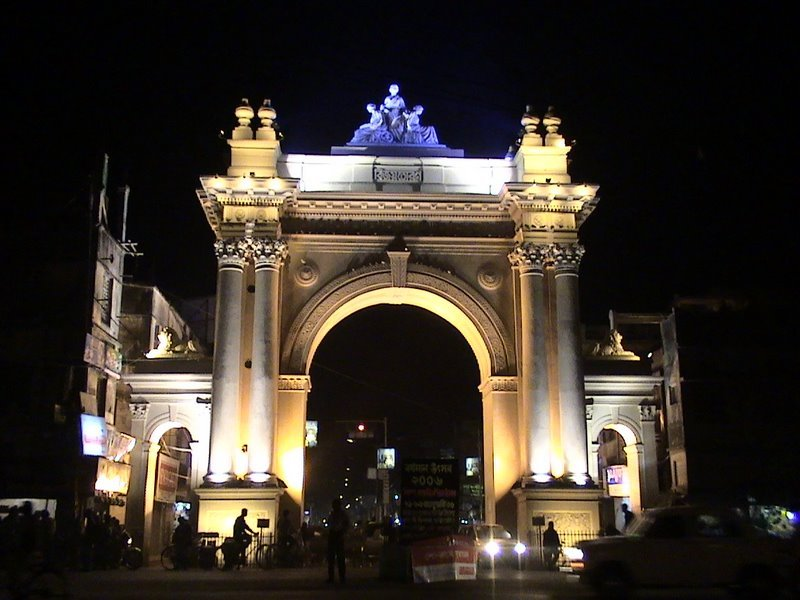
Curzon Gate
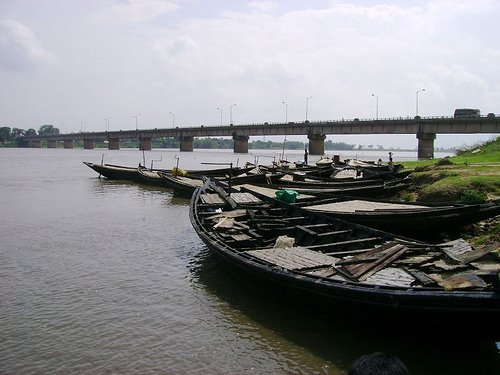
Damodar River
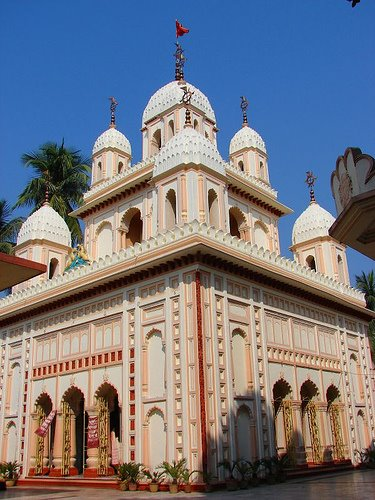
Sarbamangala Temple